# Наваринска битка
Наваринска битка вођена је 20. октобра 1827. године у заливу Наварино (Пилос) на западној обали Пелопонеза, између удружене британско-француско-руске ескадре под командом британског адмирала Едварда Кодрингтона са једне и турско-египатске ескадре под командом Ибрахим-паше са друге стране. Део је Грчког рата за независност, а завршена је великим поразом Турака.

## Снаге
Услед све оштрије интервенције јавног мњења, велике европске силе, Француска, Велика Британија и Русија, заједнички иступају против Османског царства у корист устаничке Грчке. Турски султан одбија да прихвати одлуке Лондонске конференције, па савезници почетком октобра 1827. године упућују адмирала Едварда Кодрингтона на челу 4 линијска брода, 3 фрегате и 5 мањих бродова у Јонско море да, заједно са француском ескадром адмирала Анрија Рињија (4 линијска брода, 1 фрегата и два мања брода) и руском ескадром адмирала Логина Гејдена (4 линијска брода, 4 фрегате), интервенишу најпре преговорима, а уколико је потребно и ратним операцијама. Савезницима су се придружиле и три грчке фрегате и један мањи брод. Турско-египатска ескадра имала је 3 линијска брода, 16 фрегата, 54 мања брода, 6 брандера и око 40 наоружаних бродова. Однос артиљерије био је повољнији по турско-египатску ескадру; 2250:1275. Међутим, турске посаде биле су слабо извежбане и невеште у руковању оружјем.

## Увод
Савезничка ескадра кренула је 20. октобра, после 12 часова, по лаганом југозападном ветру у правцу Наваринског залива. Турско-египатска ескадра била је усидрена у заливу у полукружном поретку у три линије, са најјачим бродовима у првој. Оба крила ослањала су се на обалска утврђења на улазу. Кодрингтон је, иако је знао да ће тиме бити изложен ватри турско-египатске ескадре и обалних утврђења, први ушао у залив и усидрио се у непосредној близини турског командног брода. Следила га је француска ескадра. У часу када је упловљавала и руска, ветар је престао да дува, а један од турских брандера је осуо паљбу на чамац упућен из британског брода. Тиме је започела битка.

## Битка
Ефикасном ватром британских и француских бродова, којима су се одмах прикључили и руски искористивши лагани поветарац, турско-египатска ескадра претрпела је велики пораз након четворочасовног боја. Изгубили су један линијски брод, 12 фрегата и око 50 мањих бродова. Укупни губици процењени су на око 4000 људи. Савезници нису изгубили ниједан брод, а и губици у људству нису били велики: Британци око 80, Руси 50, а Французи око 40 људи. Било је око 500 рањених на све три ескадре. Савезничка победа омогућила је Грцима иницијативу у наставку рата и његов успешан завршетак.